# Villa del Río
Villa del Río é um município da Espanha na província de Córdova, comunidade autónoma da Andaluzia. Tem 22 km² de área e em 2021 tinha 7 016 habitantes (densidade: 318,9 hab./km²).

## Demografia
| Variação demográfica do município entre 1991 e 2013 | Variação demográfica do município entre 1991 e 2013 | Variação demográfica do município entre 1991 e 2013 | Variação demográfica do município entre 1991 e 2013 | Variação demográfica do município entre 1991 e 2013 | Variação demográfica do município entre 1991 e 2013 |
| --------------------------------------------------- | --------------------------------------------------- | --------------------------------------------------- | --------------------------------------------------- | --------------------------------------------------- | --------------------------------------------------- |
| 1991                                                | 1996                                                | 2001                                                | 2004                                                | 2008                                                | 2013                                                |
| 7021                                                | 7163                                                | 7235                                                | 7358                                                | 7411                                                | 7469                                                |